# 레일리-로렌츠 진자
레일리–로렌츠 진자(Rayleigh–Lorentz pendulum) 또는 로렌츠 진자(Lorentz pendulum)는 외부 작용에 의해 천천히 변하는 주파수로 제한된 단진자이다. (주파수는 진자 길이를 변화시킴으로써 변하게 된다.) 이 문제는 역학에서 단열 불변량이라는 개념의 기초를 형성하였다. 주파수의 느린 변화 때문에, 주파수에 대한 평균 에너지의 비율은 상수라는 것이 보여진다.

## 역사
일부 수학적 측면이 1895년에 레온 르코누(Léon Lecornu)에 의해 앞선 논의된 적이 있지만, 이러한 진자 문제는 1902년에 레일리 경(Lord Rayleigh)에 의해 처음으로 수식화되었다. 1911년 첫번째 솔베이 회의에서, 레일리의 작업을 모르던, 헨드릭 로렌츠(Hendrik Lorentz )는 당시의 양자 이론을 명확히 하기 위해, "매달린 줄의 길이가 점차 줄어들 때 단진자가 어떻게 행동하는가?"라는 질문을 제기하였다. 이 질문에 대해, 다음날, 알버트 아인슈타인은 "양자 진자(quantum pendulum)의 에너지와 진동수 모두는 그들 사이의 비율이 일정하도록 변하고, 그래서 진자는 초기 상태와 동일한 양자 상태에 있게 된다"고 대답했다. 이러한 독립적인 두 작업들은, 다양한 분야에서의 응용과 예전 양자 이론을 발견한, 단열 불변량이라는 개념의 기초를 형성했다. 이 문제는 1958년에 찬드라세카(Subrahmanyan Chandrasekhar)에 의해 연구되었고, 이는 이 문제에 대한 새로운 관심을 불러 일으켰다.  이후 이 문제는 리틀우드(John Edensor Littlewood) 등과 같은 다른 여러 연구자들에 의해 연구되었다.

## 수학적 기술
주파수 ({\displaystyle \omega })를 갖는 단순 조화 운동의 변위 {\displaystyle x(t)}에 대한 방정식은 아래와 같이 주어진다:
{\displaystyle {\frac {d^{2}x}{dt^{2}}}+\omega ^{2}x=0.}
만일 주파수({\displaystyle \omega })가 상수라면, 해는 단순히 {\displaystyle x=A\cos(\omega t+\phi )}라고 쓰여질 수 있다. 하지만, 만일 주파수가 시간에 따라 천천히 변하는 것({\displaystyle \omega =\omega (t)})이 허락된다면, 보다 정확하게는, 만일 주파수 변화의 특성 시간 스케일이 아래 식에 의해 표현된 것처럼 진동의 시간 주기보다 훨씬 작다면,
{\displaystyle \left|{\frac {1}{\omega }}{\frac {d\omega }{dt}}\right|\ll \omega ,}
아래의 결과를 얻을 수 있다.
{\displaystyle {\frac {\overline {E}}{\omega }}={\text{constant}},}
여기서, {\displaystyle {\overline {E}}} 는 진동의 과정 동안 평균된 '평균 에너지'이다. 외부 작용 때문에, 주파수가 시간에 따라 변하기 때문에, 에너지의 보존은 더 이상 유효하지 않으며, 한번의 진동 당 에너지는 상수가 아니다. 진자가 진동하는 동안, 주파수는 (천천) 변하고, 그것은 에너지도 마찬가지이다. 따라서, 시스템을 기술하기 위해, 우리는 주어진 포텐셜({\displaystyle V(x;\omega )})에 대한 단위 질량 당 평균 에너지를 아래와 같이 정의할 수 있다.
{\displaystyle {\begin{aligned}{\overline {E}}=\oint dt\left[{\frac {1}{2}}\left({\frac {dx}{dt}}\right)^{2}+V(x(t);\omega (t))\right]/\oint dt\end{aligned}}}
여기서, 닫힌 경로 적분은 그것이 한번의 완전한 진동에 대해 계산된다는 것을 나타낸다. 이러한 방식으로 정의된다면, 평균은 궤적의 각 요소에서 소비하는 시간의 비율에 의해 궤적의 각 요소에 가중치를 부여하여 계산된다. 단순 조화 진동의 경우, 그러한 평균 에너지는 아래와 같다.
{\displaystyle {\overline {E}}={\frac {1}{2}}A^{2}\omega ^{2}}
여기서, 진폭과 주파수는 둘다 시간의 함수들이다.